# Добричский зоопарк
До́бричский зоопа́рк (также известный как Центр защиты природы и животных в Добриче) является первым лицензированным «зоологическим садом» Болгарии. В зоопарке живут более 100 животных 30 видов.
Центр защиты природы и животных в городе Добрич был создан по болгарско-швейцарскому проекту на территории старого зоопарка. Общая площадь 16 га, на территории 50-летние деревья и кустарники.
Лицензия «зоологического сада» выдана министром окружающей среды и водных ресурсов после доклада межведомственной комиссии, которая установила, что центр отвечает предусмотренным законом требованиям.
В Центре защиты природы и животных функционирует Зелёная школа для детей.

## История
В 1996 году «Рейтер» опубликовало фото маленького кенгуру с его матерью Кетой. Текст к фотографии пояснял, что животные в зоопарке Добрича голодают. Фотография вышла в одной из швейцарских газет. Она глубоко тронула швейцарского эколога Барбару Геринг, которая решила организовать акцию в помощь зоопарку Добрича. Были собраны средства, но детёныша кенгуру не удалось спасти, в зимние холода животное погибло. Сотрудничество, однако, было начато — и из однократной акции вырос проект создания центра защиты природы по аналогии с зоопарком в Цюрихе.
В течение многих лет швейцарские партнеры собирают средства на различные благотворительные инициативы. В строительство Центра защиты природы и животных в Добриче вложено 800 000 левов (более 300 тысяч швейцарских франков). Швейцарцы содержат часть наиболее сложных в уходе животных (через механизм опеки). Пара лошадей Пржевальского, лама, пара верблюдов, два павлина, зубры — дарение швейцарского зоопарка. Другие животные в добричском зоопарке сохранились от прежнего городского зоопарка.

## Животные
Сегодня в парке, который был открыт 25 сентября 2003 года, содержатся животные, характерные для ареала, они живут в среде, максимально близкой к их естественной. Посетители имеют возможность прямого контакта с животными. Из соображений безопасности для некоторых видов были сделаны заграждения. Для пони и ослов организованы мини-пастбища.
В зоопарке содержатся следующие виды:
- из млекопитающих: лошадь Пржевальского (включена в Красную книгу), альпака, зубр, енот, благородный олень, косуля, муфлон, заяц, кенгуру, среди самых знаковых для парка — медведица Берна и др.
- из птиц: сова, золотой фазан, белый павлин, страусы и различные виды кур, уток, попугаев, голубей. Некоторые виды птиц — аисты, лебеди и розовый пеликан — возвращаются ежегодно в тёплые месяцы года.

Построены водопад и два озера, одно из которых имеет площадь 1200 м². На озёрах живут водоплавающие птицы. Создан и «отель» для насекомых.
У многих животных в Центре защиты природы и животных в Добриче есть швейцарские опекуны. Болгарские граждане взяли на попечение двух зайцев и одну водную черепашку.
В январе 2019 года в зоопарк поступили новые животные — олени и венгерские козлы.
Европейское финансирование предоставляется только зоопарком со свободным содержанием животных, это привело к тому, что целый ряд зоопарков в стране — в городах Русе, Карнобат, Кюстендил — уже закрыт, в других ищут новых хозяев для животных — за границу отправлено несколько медведей и львов, одна обезьяна.

## Галерея

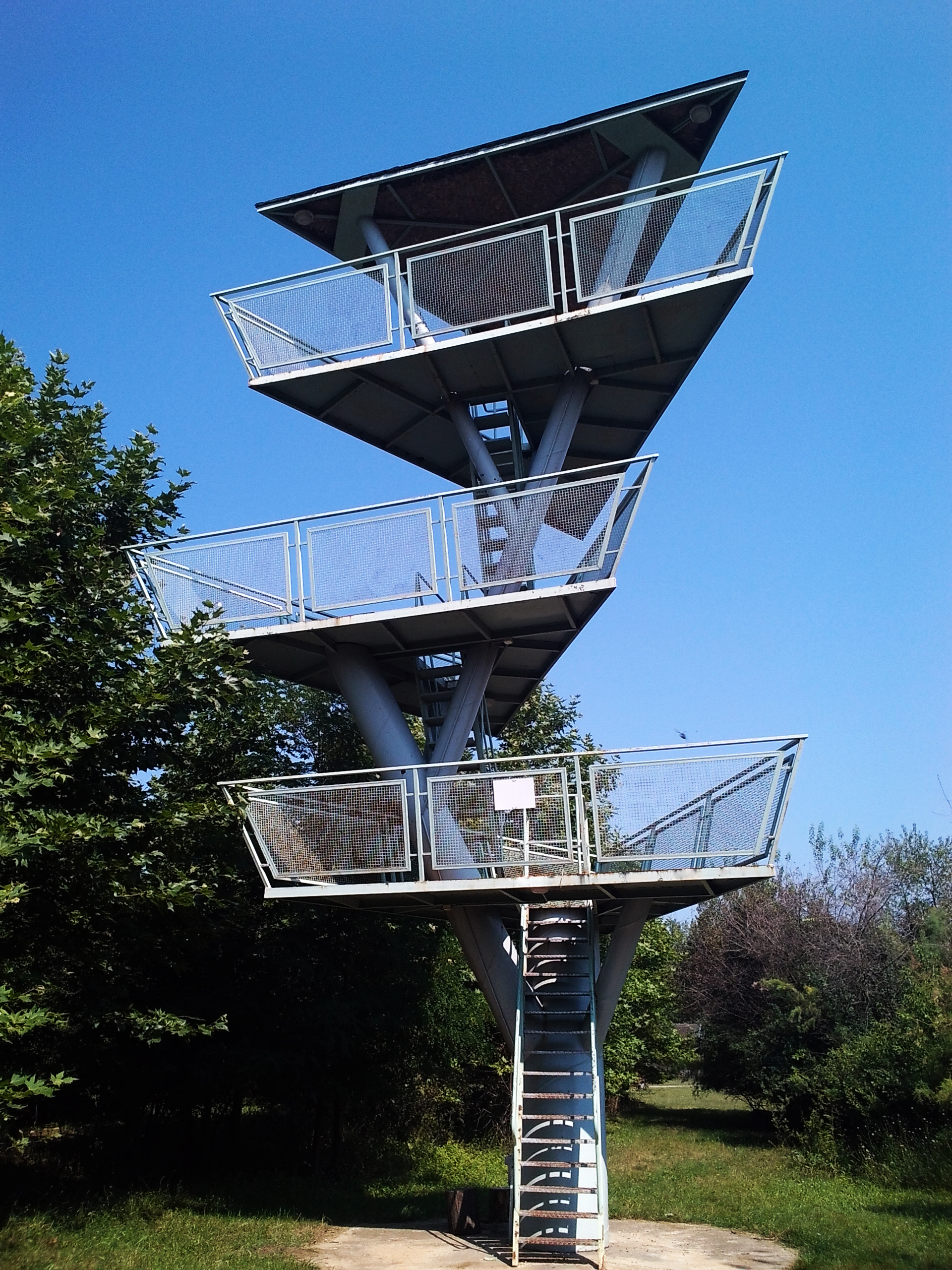
Смотровая башня
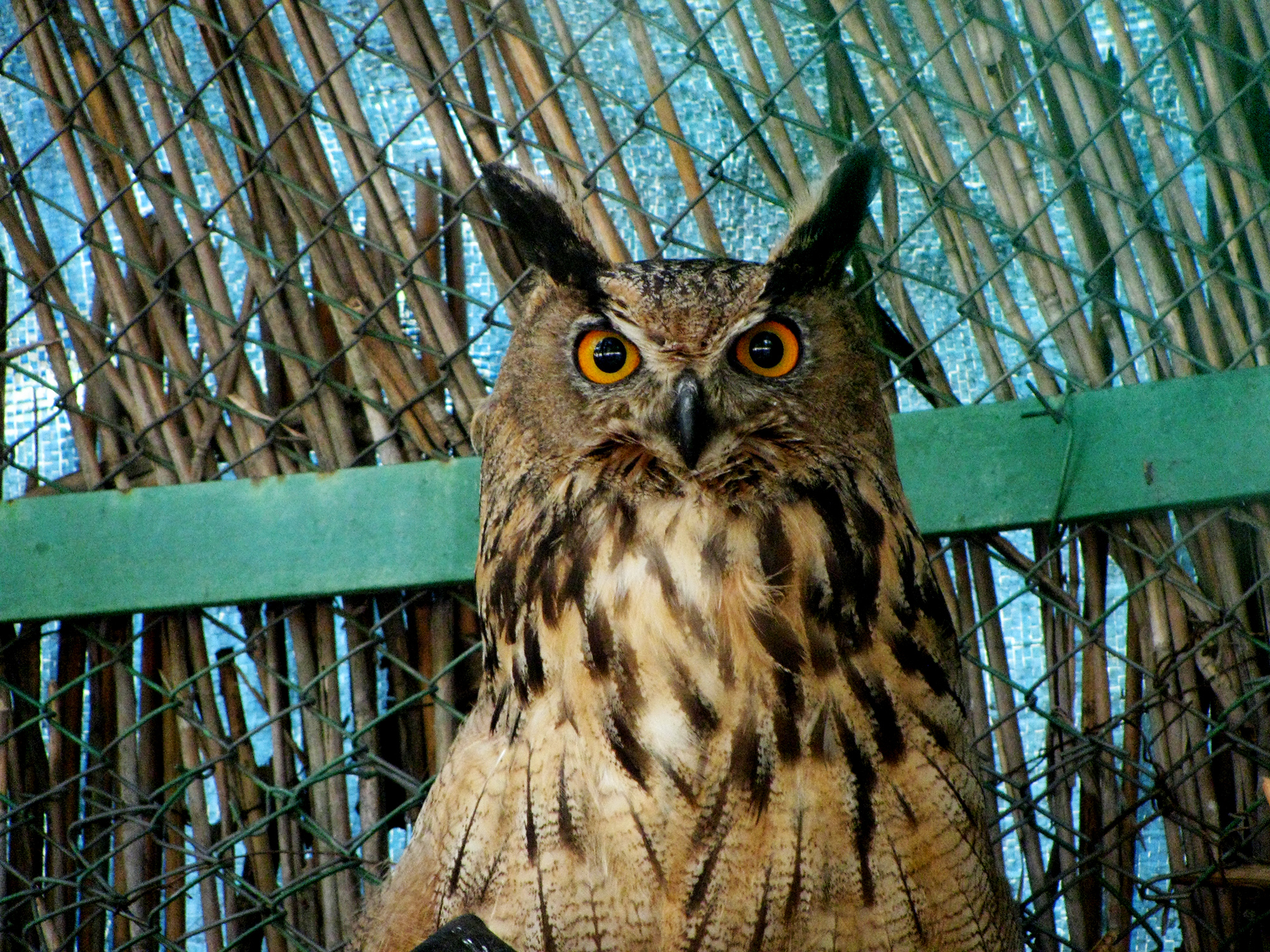
Сова в зоопарке
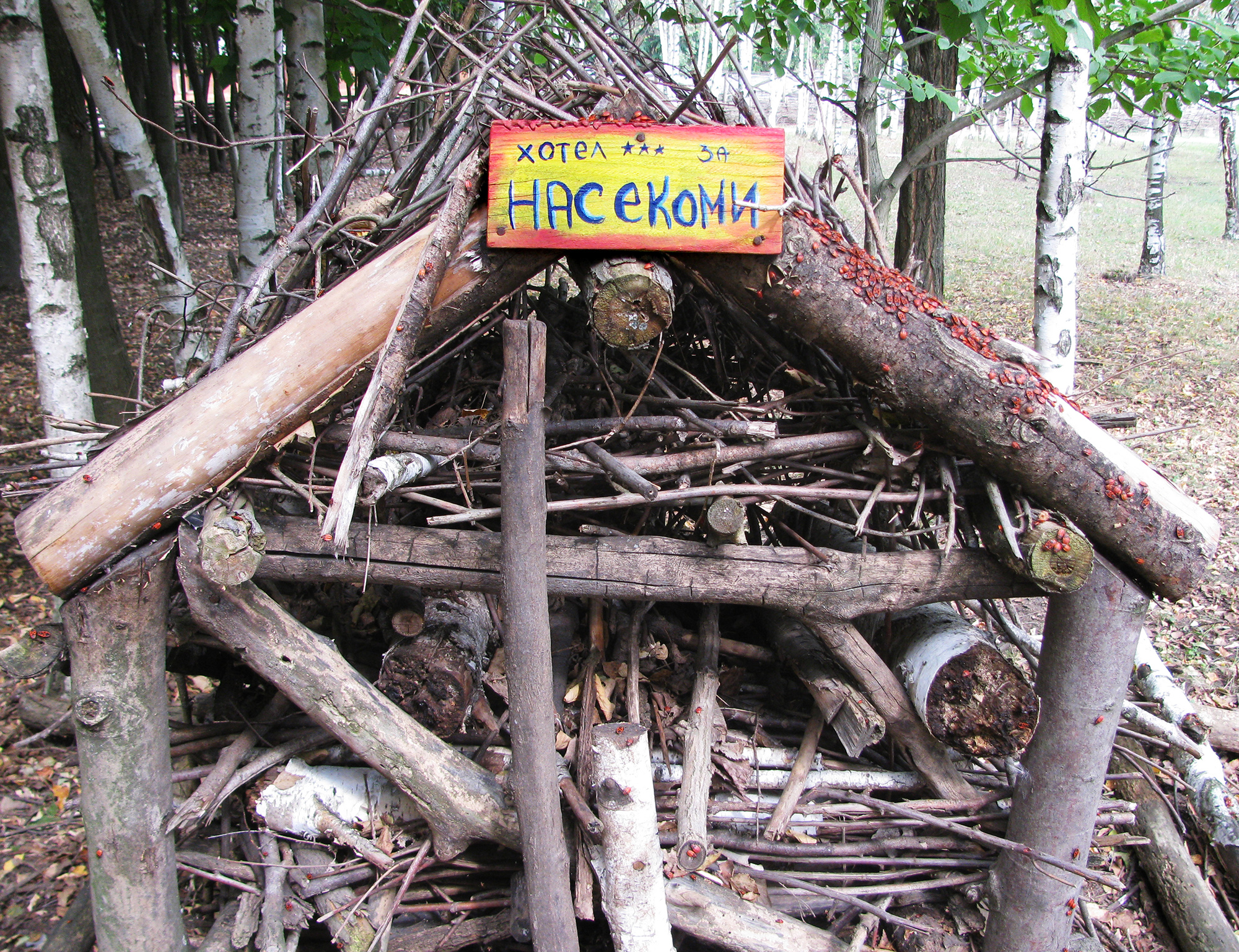
Отель для насекомых
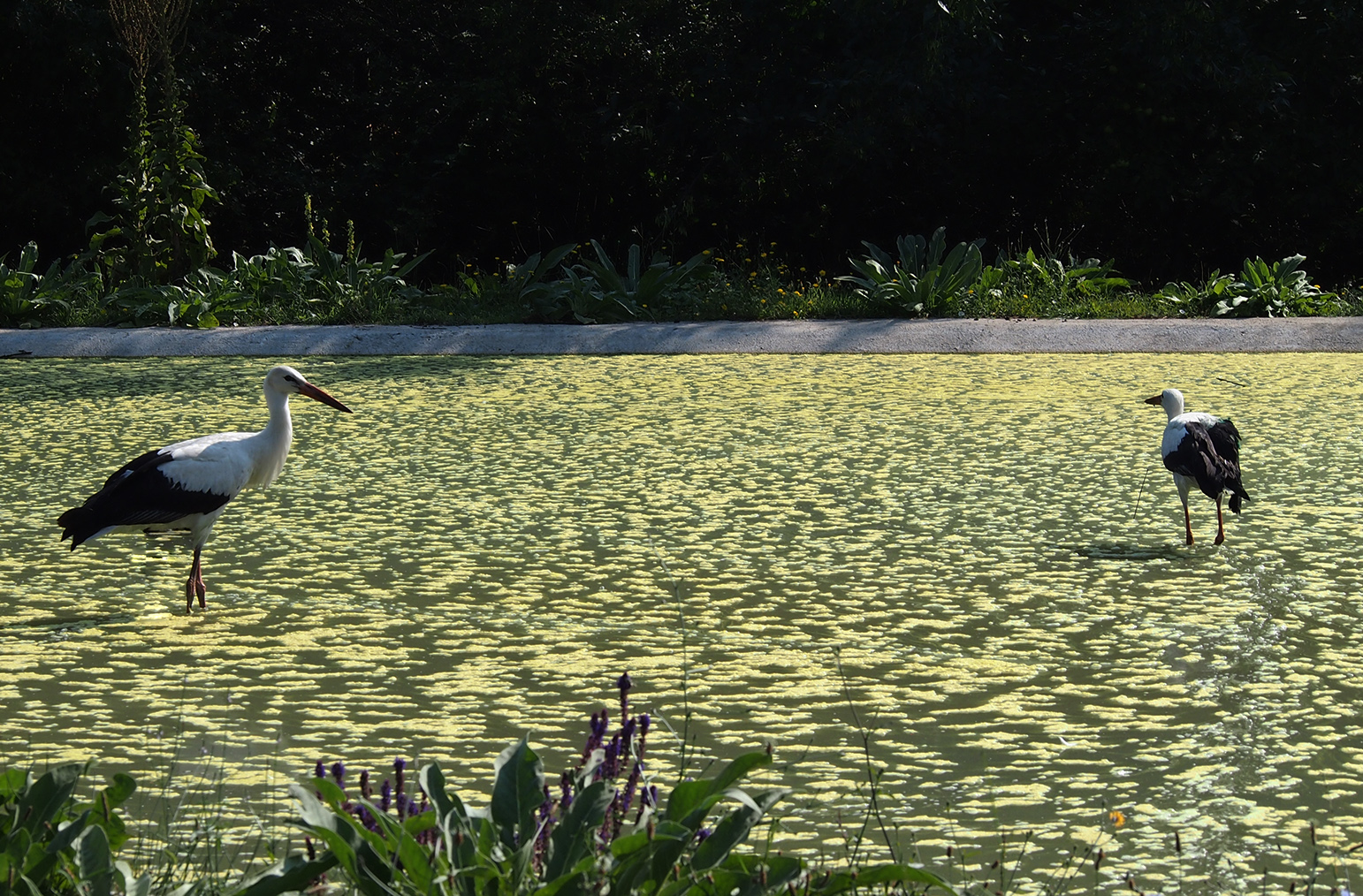
Белые аисты на озере
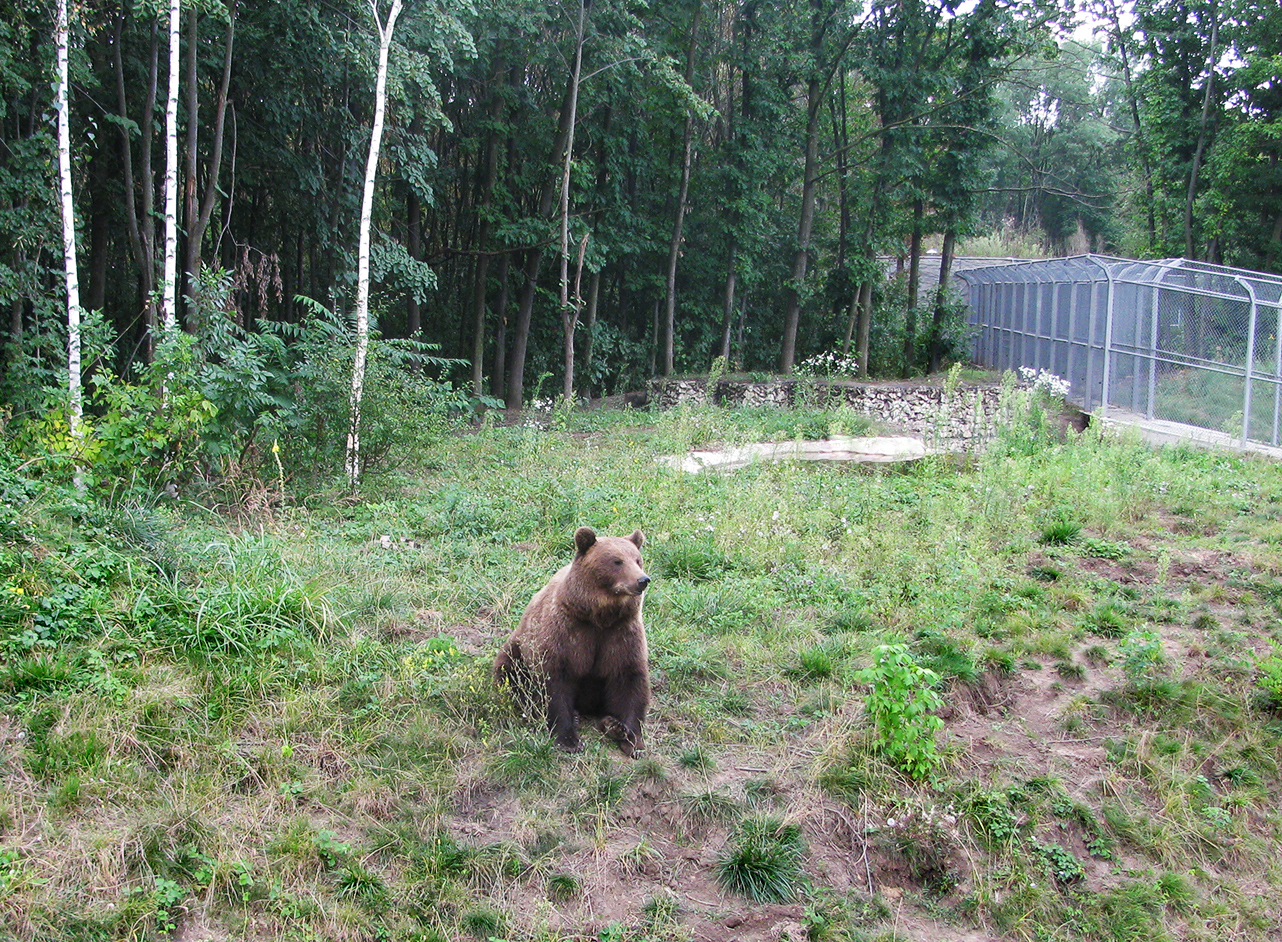
Медведица Берна
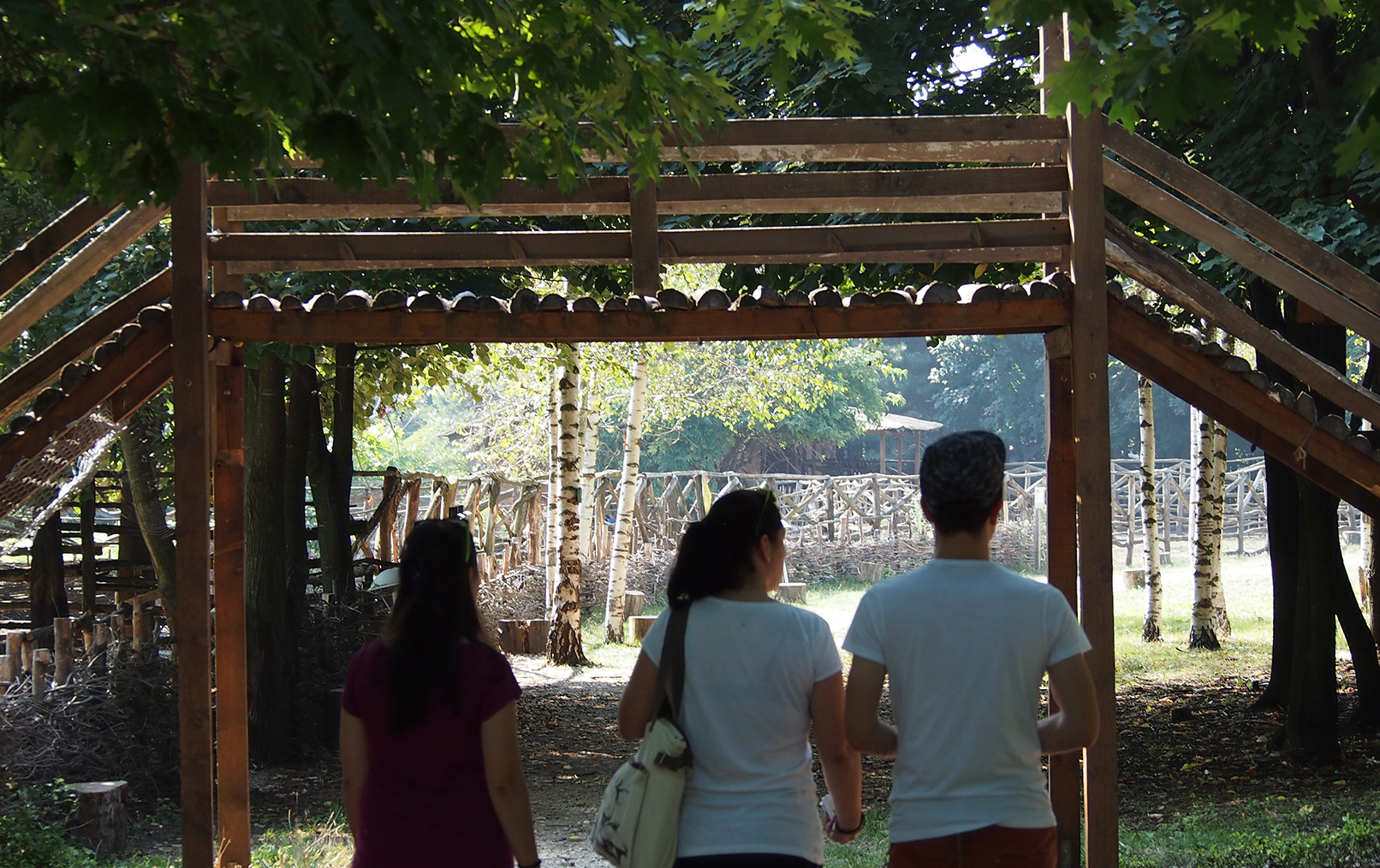
Посетители в зоопарке

- Центр защиты природы и животных на веб-сайте муниципалитета Города Добрич